# ТКВКиЛСИ (футбольный клуб, Тверь)
ТКВКиЛСИ (Тверской кружок велосипедистов, конькобежцев и любителей спортивных игр) — первый футбольный клуб в Твери, образованный в 1908 году на базе кружка велосипедистов и конькобежцев. В 1910 году клуб стал базой для создания первой городской футбольной лиги. С 1912 года в рамках лиги стали проводиться первые первенства города по футболу. Образованная футбольная лига была в числе основателей Всероссийского футбольного союза в 1912 году. В 1912 году в Твери для клуба был построен первый собственный стадион. Футбольный клуб был среди участников двух первенств Российской империи 1913 и 1914 годов соответственно, а в 1920 году одноимённая футбольная лига провела первый чемпионат Тверской губернии по футболу. В том же году клуб стал финалистом чемпионата РСФСР, уступив в решающем матче сборной Москвы.

## Предыстория
Своё начало футбольная команда при ТКВКиЛСИ берёт в Тверском кружке велосипедистов и конькобежцев, инициатором создания которого являлся один из местных велосипедистов В. Лукашевич. Коллеги Лукашевича по спорту поручили ему разработать проект самокатного общества, вследствие чего был принят Устав Тверского кружка велосипедистов и конькобежцев. Устав был одобрен со стороны городских самокатчиков и конькобежцев, а далее утверждён 30 марта 1896 года в рамках управления министра внутренних дел по городу Твери. Образованное спортивное общество в своём распоряжении имело каток и циклодром, которые были доступны для использования всеми желающими, оплатившим входной билет. Средства, вырученные в качестве платы за использования спортивных площадок, наряду с некоторыми другими финансовыми пополнениями составляли общий бюджет кружка. Участники сообщества организовывали велопробеги за городской чертой, а также устраивали катания на коньках в зимний период.
По мере развития сообщества, его популярность с годами значительно возрастала, что также отражалось и на числе его участников. Председателем комитета кружка был избран А. Ф. Фюрер, чья заслуга была одной из наибольших – наряду с заслугами других членов комитета, именами которых были П. П. Фёдоров, К. А. Санисковский, В. И. Жадин и В. В. Туринский. Это спортивное общество стало ведущим в рамках губернии и смогло положительно повлиять на развитие других видов спорта в городе.

## История
Спортивная организация ставила своей целью способствование развитию различных видов спорта, в число которых также входили теннис, испанская лапта и бег на лыжах. В связи с этим, председатель комитета кружка Андрей Францевич Фюрер в ноябре 1907 года обратился к губернатору Твери с просьбой утвердить обновлённый устав общества, изменив при этом его наименование на «Тверской кружок велосипедистов, конькобежцев и любителей спортивных игр» (ТКВКиЛСИ). Впоследствии Тверское губернское присутствие по делам об обществах утвердило видоизменённый устав 3 мая 1908 года, что и стало отправной точкой в истории современного ТКВКиЛСИ.
Первое знакомство с футболом в Твери произошло в 1908 году, когда преподаватель гимнастики Тверского казённого реального училища Фёдор Антонович Ждановский представил на одном из занятий свой настоящий футбольный мяч, который он привёз с собой из Москвы. Спустя немного времени учащиеся играли с этим мячом на Соборном плацу, на месте которого в данный момент расположен стадион «Химик». Уже спустя какое-то время к реалистам в рамках игры в футбол присоединились гимназисты, учащиеся городского училища и семинаристы. Именно с помощью семинаристов и гимназистов были организованы первые команды, которые, однако, не были каким-либо образом юридически зарегистрированными. Из-за отсутствия соперников семинаристы проводили между собой товарищеские матчи, на которые собиралось много любопытных зрителей.
В том же 1908 году, химик французского происхождения А. Менеке, будучи служащим Морозовской фабрики, впервые официально организовал в Твери футбольную команду, первоначально состоявшую из тверских семинаристов. Председатель комитета ТКВКиЛСИ Андрей Францевич Фюрер зарегистрировал футболистов в рамках общества. Футбольная команда ТКВКиЛСИ проводила свои тренировки и игры на площадке ипподрома, который располагался на Желтиковом поле. Со стороны клуба для проведения тренировок выделялся один игровой мяч, а в дни матчей футболистов обеспечивали футболками – остальной спортивный инвентарь игрокам приходилось добывать самим.
В 1910 году в сообществе ТКВКиЛСИ начал развиваться хоккей с мячом. Поначалу в хоккей играли старшие по возрасту члены кружка, которые не обладали достаточной скоростью и ловкостью, что в свою очередь приводило к проигрышу своим соперникам с крупным счётом. На протяжении 1911 и 1912 годов в этот вид спорта были вовлечены футболисты ТКВКиЛСИ, представляющие собой учащуюся молодёжь, которая хорошо умела стоять на коньках и была знакома с тактикой игры в хоккей. В составе кружка были образованы две команды, первая старшая и вторая младшая, причём вторая команда смогла доказать своё превосходство уже в ближайшее время. Со стороны комитета ТКВКиЛСИ в течение января и февраля 1912 года были организованы матчи с сильнейшими московскими командами хоккеистов Яхт-клуба, Сокольнического клуба спорта, а также клуба «Унион». Представители Твери выиграли по итогу две игры, обе победы при этом были на счёту второй команды сообщества. Вследствие этого из состава команды были исключены все старшие игроки, которых заменили представители молодого поколения. В обновлённом составе команда из Твери приняла участие в розыгрыше первенства города Москвы в сезоне 1913/14 годов в классе «А» и смогла занять первое место по количеству набранных очков.

## Противостояния
Молодое поколение Твери, в числе которого были учащиеся городского училища, гимназии и семинарии, любило проводить своё время на отдыхе в местечке Устье в окрестностях деревни Черногубово. Там же, за неимением предназначенной для игры лужайки, на заброшенном пустыре молодёжь играла в футбол. В данном местечке возникла своя футбольная команда, получившая название «Устье» в 1911 году, которая в 1910 году впервые встретилась на поле местного ипподрома в рамках спортивного противостояния с футболистами из города Торжок. Слухи о торжокских футболистах дошли и до Твери, после чего было решено организовать поединок между тверичанами и торжокцами, организацией которого занялся учащийся Московского государственного университета И. И. Грандилевский. Футболисты обеих команд согласились на проведение матча, который состоялся на поле тверского ипподрома в присутствии множества местных зрителей.
Футболисты из Торжка на тот момент имели богатую историю и были весьма опытными игроками, и по итогу встречи одержали верх над тверскими коллегами. Осенью этого же года состоялся ещё один матч, по итогам которого футболисты из Твери взяли реванш со счётом 3:1. В данном матче в качестве вратаря выступал М. Флеров, защитниками являлись Б. Алексеев, С. Ваганов, Поплавский, Янчак и Добринов, в роли нападающих были М. Доброхотов, Н. Жуков, А. Менеке, Финский и Пентрицкий. В дальнейшем футбольные команды из Твери и Торжка в гостях друг у друга провели череду совместных матчей, один из которых запомнился тверичанам благодаря победе команды ТКВКиЛСИ со счётом 1:0, в ходе которого автором победного гола стал самый молодой игрок команды гимназист Михаил Козлов. На эту игру, прошедшую на поле тверского ипподрома, собралось более тысячи местных жителей.